# Symmela corumbana
Symmela corumbana är en skalbaggsart som beskrevs av Moser 1921. Symmela corumbana ingår i släktet Symmela och familjen Melolonthidae. Inga underarter finns listade i Catalogue of Life.